# Mammuthus rumanus
Espèce
Mammuthus rumanus est une espèce fossile de mammouths qui vivait au Pliocène en Eurasie. C'est la plus ancienne espèce de mammouths connue en dehors de l'Afrique.

## Évolution
Mammuthus rumanus serait originaire d'Afrique. Du matériel intermédiaire entre les mammouths africains et Mammuthus rumanus a été signalé à Bethléem au Levant, datant de la fin du Pliocène, il y a environ trois à quatre millions d'années. Les dates calibrées les plus anciennes pour Mammuthus rumanus et les mammouths en dehors de l'Afrique proviennent de Roumanie, datant d'il y a environ 3,2 millions d'années. Des restes ont été signalés allant de la Grande-Bretagne à la Chine. Il est probablement l'ancêtre de Mammuthus meridionalis.

## Description
Mammuthus rumanus n'est connu que par des restes fragmentaires, généralement des dents isolées, avec une mandibule également connue. Le nombre de lamelles sur les dents est d'environ huit ou neuf, systématiquement inférieur à celui connu chez d'autres espèces de mammouths non africains, y compris M. meridionalis.

## Écologie
Des études sur des spécimens de Grande-Bretagne ont révélé qu'ils consommaient probablement du brout et habitaient des environnements ouverts,.

## Systématique
L'espèce Mammuthus rumanus a été décrite en 1924 par le paléontologue roumain Sabba Ștefănescu (d) (1857-1931). Cette espèce n'est pas référencée sur Paleobiology Database.